# ペンネームは無い
ペンネームは無い（ペンネームはない、生年月日不詳 - ）は、日本の漫画家。主に成年向け漫画雑誌で活動していた。

## 来歴
1996年頃デビュー。過去に東京三世社『ピアスクラブ』、『愛!姫』等で作品を連載していた。2003年以降活動の形跡はない。
東京三世社の漫画担当者のブログに2005年6月に病院から退院したという記載が残っている。

## 作風
初期は少女を主題としていたが、後期には女教師、人妻に変わる。設定は一貫して調教もので、身体改造、ふたなりといった描写が多い。

## 単行本
成人向け作品
- 少女調教録 （1996年11月 東京三世社） ISBN 978-4-8126-0013-9
- 少女調教録 2 （1998年4月 東京三世社） ISBN 978-4-8126-0156-3
- 少女調教録 3 （1999年11月 東京三世社） ISBN 978-4-8126-0498-4
- 女教師しおり （2001年4月 東京三世社） ISBN 978-4-8126-0621-6
- 人妻みつ江 （2003年1月24日 東京三世社） ISBN 978-4-8126-0743-5
- 少女調教録（上） （2007年1月 東京三世社） ISBN 978-4-8126-2551-4  - 続刊の『少女調教録（下）』（ISBN 978-4-8126-2554-5）は2007年2月発売予定だったが、直前で延期され、未発売のままになっている。
- 女教師しおり 復刻版 （2007年5月7日 東京三世社） ISBN 978-4-8126-2559-0
- 人妻みつ江 復刻版 （2007年6月2日 東京三世社）  ISBN 978-4-8126-2560-6